# فنسنت غودفري بورنس
فنسنت غودفري بورنس (بالإنجليزية: Vincent Godfrey Burns)‏ هو شاعر أمريكي، ولد في 1893، وتوفي في 1979.